# Pseudaletia nigrasuffusa
Pseudaletia nigrasuffusa là một loài bướm đêm trong họ Noctuidae.